# Ивановка (Еланский район)
Ивановка — село в Еланском районе Волгоградской области России, административный центр и единственный населённый пункт Ивановского сельского поселения.
Население — 125 (2021)

## История
На Схематической карте Аткарского уезда 1910 года населённый пункт обозначен в границах Терсинской волости как посёлок Ивановский. Согласно Списку населённых мест Аткарского уезда 1914 года (по сведениям за 1911 год) посёлок Ивановский Терсинской волости населяли крестьяне (из Саратовской, Тамбовской губерний и Области Войска Донского), великороссы, всего 299 мужчин и 289 женщин
В 1921 году Терсинская волость перечислена из Аткарского уезда в новый Еланский уезд. В 1923 году в связи с упразднением Еланского уезда волость включена в состав укрупнённой Еланской волости Балашовского уезда Саратовской губернии
В 1928 году посёлок включён в состав Еланского района Камышинского округа (упразднён в 1930 году) Нижне-Волжского края (с 1934 года — Сталинградского края, с 1936 года — Сталинградской области)). Село являлось центром Ивановского сельсовета

## География
Село находится в пределах Хопёрско-Бузулукской равнины, являющейся южным окончанием Окско-Донской низменности, при вершине балки Сухая Журавка (бассейн реки Терса), на высоте около 155 метров над уровнем моря.
Почвы: чернозёмы обыкновенные.
По автомобильным дорогам расстояние до областного центра города Волгоград составляет 350 км, до районного центра рабочего посёлка Елань — 20 км.
Климат
Климат умеренный континентальный (согласно классификации климатов Кёппена — Dfb). Многолетняя норма осадков — 453 мм, наибольшее количество осадков выпадает в июне — 53 мм, наименьшее в марте — 23 мм. Среднегодовая температура положительная и составляет + 6,3 °С, средняя температура самого холодного месяца января −9,8 °С, самого жаркого месяца июля +21,5 °С.
Часовой пояс
Ивановка, как и вся Волгоградская область, находится в часовой зоне МСК (московское время). Смещение применяемого времени относительно UTC составляет +3:00.

## Население
Динамика численности населения по годам:
| 1911 | 1987 | 2002 |
| ---- | ---- | ---- |
| 558  | ≈460 | 334  |

| 2010 | 2012 | 2013 | 2014 | 2015 | 2016 | 2017 |
| ---- | ---- | ---- | ---- | ---- | ---- | ---- |
| 244  | ↘232 | ↘230 | ↘224 | ↘208 | ↘180 | ↘174 |
| 2018 | 2019 | 2020 | 2021 |      |      |      |
| ↘169 | ↘152 | ↘129 | ↘125 |      |      |      |